# Atogmatoma
Atogmatoma (¿?, La Palma - ¿?) fue uno de los reyes o capitanes aborígenes de la isla de La Palma durante la conquista castellana de las islas Canarias a fines del siglo XV siendo conocido por ser el caudillo del Cantón de Tijarafe

## Antropología
Atogmatoma es traducido como 'el (que) camina despacio', desde una posible forma original atŭgmatŭgma.

## Biografía
Según Juan de Abréu Galindo, el reino más poderoso de la isla por el territorio y la población que poseía, era el Cantón de Atogmatoma, el Cantón de Tijarafe.

### Antes de la conquista

#### Batalla entre Tijarafe y Aceró
Antes de la conquista, Atogmatoma intentó invadir al Cantón de Aceró. Atogmatoma convocó a 200 hombres para invadir Aceró, pasando por el Cantón de Aridane, hasta llegar al paso de Adamancasis, pero Tanausú que ya era consiente de esto, coloco a sus guerreros para frenar el ataque de Atogmatoma, Atogmatoma al ver la resistencia llamo a sus aliados Bediesta, jefe del Cantón de Tagalguen y a Temiaba, jefe del Cantón de Tagaragre.
Tanausú al ver como cada día las fuerzas de Atogmatoma aumentaban, se retiró al roque de Bejenao y convocó a Chenauca, jefe de Tihuya, luego convocó a Echentive y a Asucuahe, ambos jefes de Ahenguareme y por ultimó convocó a Juguiro y Garehagua, ambos, jefes de Tigalate, Tanausú pudo contactarlos gracias al silbo o al bucio.
Ya siendo superiores las fuerzas de Tanausú, este comenzó la última batalla en Aridane, obligando a Atogmatoma a huir a su cantón.

### Durante la conquista
El cantón de Tijarafe no presentó resistencia a los castellanos.

## En la cultura popular
El punto más alto del Mirador de Las Cabezadas se denomina Piedra del Guanche en recuerdo de Atogmatoma.
En Los Llanos de Aridane hay una calle llamada "Calle Atogmatoma".